# Bashir Hameed
Bashir Hameed,né James D. York le 1er décembre 1940 et mort le 30 août 2008, était un membre des Black Panthers puis de la Black Liberation Army.
Avec Abdul Majid, il fut condamné à une sentence de « 25 ans à vie » pour le meurtre d'un policier de New York John Scarangella et une tentative d'homicide contre son collègue, Richard Rainey. Le policier fut tué le 16 avril 1981 alors qu'il arrêtait, avec son collègue, le van dans lequel circulaient Hameed et Majid. Hameed est mort en prison, à la Great Meadow Correctional Facility (en), à Comstock (New York). 
Hameed fut arrêté peu après le braquage d'un convoi de la Brink's effectué en octobre 1981 par la Black Liberation Army avec la complicité de membres de la May 19th Communist Organization, créée par d'ex-Weathermen.
Il était considéré comme un « prisonnier politique » (voire un « prisonnier de guerre ») par les mouvements le soutenant, lesquels s'appuient sur la lutte du black nationalism pour défendre ces conceptions.